# Japán gyertyánszil
A japán gyertyánszil (Zelkova serrata) a szilfafélék (Ulmaceae) családjának gyertyánszil (Zelkova) nemzetségébe tartozó, terebélyes koronájú, lombhullató fa. Japán, Tajvan, Korea, ÉK-Kína területein honos. Magassága akár a negyven métert is elérheti.

## Előfordulása
Patakpartokon, nedves élőhelyeken.

## Leírása
Kérge világosszürke, sima, idővel hámló. 
Levelei tojásdadok 10–12 cm hosszúak és 5 cm szélesek, hegyes csúcsúak, szálkásan fogazottak. Felső felük sötétzöld, érdes, fonákjuk világoszöld, sima. Ősszel sárgára vagy vörösesre színeződnek. 
Virágai egyivarúak, kicsik és zöldek. Termése kisméretű, kerek makk.
Hagyományos bonsai növény.